# Lista över öar i Kina

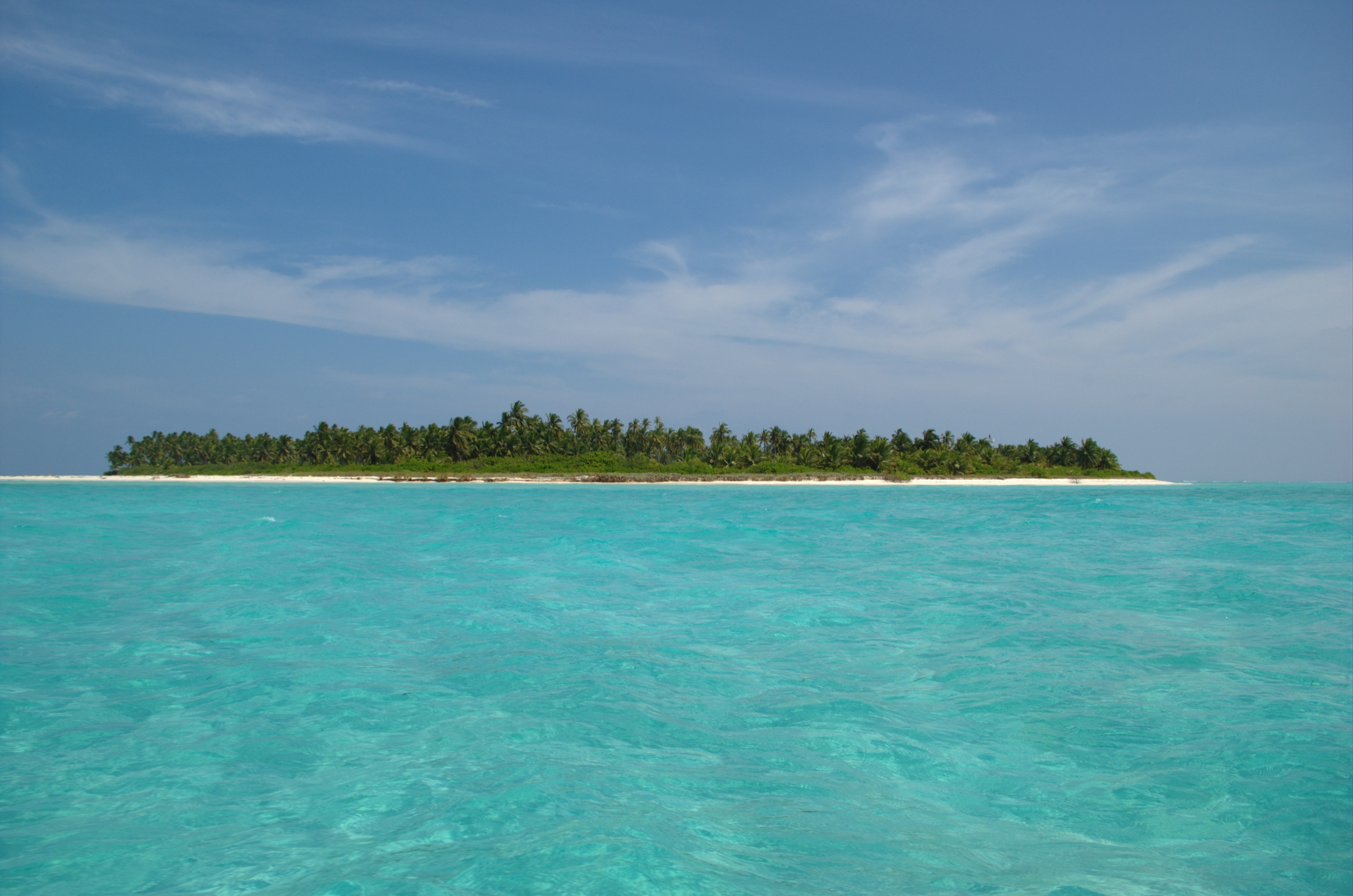
En av öarna i Lakshadweep.

Detta är en lista över öar i Kina.

## Lista över kinesiska tecken med innebörden av en ö
- Dǎo (島 / 岛) — det mest generiskt använda tecknet för ö i det kinesiska språket
- Yǔ (嶼 / 屿) — används framförallt omkring Fujian i regionen Min
- Shān (山) — vanligt förekommande i framförallt södra Kina, men även i norra
- Shā (沙) — används på Sydkinesiska havets avlägsna öar eller på öar vid floder
- Yán (巖 / 岩) eller Yántóu (巖頭 / 岩头) — används omkring Guangdong och Zhejiang
- Zhì (峙) — används framförallt omkring Zhejiang; historiskt sätt skrivet som (岛)
- Ào (嶴 / 岙) — används ofta omkring Zhejiang
- Tuó  (坨) — används ofta i norra Kina
- Táng (塘) eller (溏) — används i Zhejiang
- Jī (磯 / 矶) — används omkring Zhejiang och Shandong
- Zhōu (洲) — används på många öar vid floder

För arkipelager
- Qúndǎo ([羣島] 群島 / 群岛)
- Lièdǎo (列島 / 列島)
- Dǎoqún ([島羣] 島群 / 岛群)

## Kinesiska fastlandet
- Changxing Island
- Chongming (näst störst)
- Chuanshan Qundao
  - Shangchuan Dao
  - Xiachuan Dao
- Damang Dao
- Gulangyu
- Hainan (störst)
- Hengsha Dao
- Meizhou Dao
- Pingtanön
- Shamian
- Wanshan Qundao
  - Dan'gan Group
  - Pengjia Group
  - Southwestern Group
  - Central Group
  - Northwestern Group
- Weizhou och Xieyang
- Xiamen
- Zhifu Dao
- Zhoushan arkipelag (1 390 öar)
  - Zhoushan Dao (tredje störst)

### Marginal sea base-point islands
- Sheshan
- Tong Island (i Zhoushan arkipelag)

## Autonoma eller omstridda områden

### Hongkong
- 235 öar inom Hongkong
  - Cheung Chau
  - Hong Kong Island
  - Lamma Island
  - Lantau Island
  - Ma Wan Island
  - Peng Chau
  - Po Toi Island
  - Tung Ping Chau Island
  - Tsing Yi Island
- Hebao Dao
- Jiuduansha
  - Shangsha
  - Zhongsha
  - Xiasha
  - Jiangyanansha

### Macao
- Coloane
- Taipa

### Avlägsna öar
- Hupijiao Rock (rev)
- Yajiao Rock (rev)